# NGC 2601
NGC 2601 é uma galáxia espiral barrada (SBa) localizada na direcção da constelação de Volans. Possui uma declinação de -68° 07' 04" e uma ascensão recta de 8 horas, 25 minutos e 30,4 segundos.
A galáxia NGC 2601 foi descoberta em 1835 por John Herschel.